# Campionato sudamericano per club 2021 (pallavolo femminile)
Il campionato sudamericano per club 2021 si è svolto dal 21 al 25 ottobre 2021 a Brasilia, in Brasile: al torneo hanno partecipato cinque squadre di club sudamericane e la vittoria finale è andata per la prima volta al Praia Clube.

## Impianti
|                                                                |  |  |
|                                                                |  |  |
| SESI Taguatinga Città: Brasilia Capienza: - Anno d'apertura: - |  |  |

## Regolamento

### Formula
La formula ha previsto un girone all'italiana.

### Criteri di classifica
Se il risultato finale è stato di 3-0 o 3-1 sono stati assegnati 3 punti alla squadra vincente e 0 a quella sconfitta, se il risultato finale è stato di 3-2 sono stati assegnati 2 punti alla squadra vincente e 1 a quella sconfitta.
L'ordine del posizionamento in classifica è stato definito in base a:
- Punti;
- Numero di partite vinte;
- Ratio dei set vinti/persi;
- Ratio dei punti realizzati/subiti.

## Squadre partecipanti
| Squadra         | Qualificazione                                                |
| --------------- | ------------------------------------------------------------- |
| Club San Martín | Vincitrice Liga Superior Femenina del Voleibol Boliviano 2021 |
| Brasília        | Squadra organizzatrice                                        |
| Minas           | Vincitrice Superliga Série A 2020-21                          |
| Praia Clube     | 2ª in Superliga Série A 2020-21                               |
| Club Olimpia    | Vincitrice Liga Uruguaia de Voleibol 2021                     |

## Torneo

### Risultati
| 21 ottobre 2021 SESI Taguatinga, Brasilia Durata: ? - Spettatori: ? | Brasília     | 1 - 3 | Minas           | 25-23, 22-25, 15-25, 20-25       |
| 21 ottobre 2021 SESI Taguatinga, Brasilia Durata: ? - Spettatori: ? | Praia Clube  | 3 - 0 | Club Olimpia    | 25-10, 25-11, 25-8               |
| 22 ottobre 2021 SESI Taguatinga, Brasilia Durata: ? - Spettatori: ? | Praia Clube  | 3 - 0 | Brasília        | 25-19, 25-18, 34-32              |
| 22 ottobre 2021 SESI Taguatinga, Brasilia Durata: ? - Spettatori: ? | Club Olimpia | 3 - 1 | Club San Martín | 25-21, 25-14, 21-25, 31-29       |
| 23 ottobre 2021 SESI Taguatinga, Brasilia Durata: ? - Spettatori: ? | Minas        | 3 - 0 | Club Olimpia    | 25-16, 25-10, 25-19              |
| 23 ottobre 2021 SESI Taguatinga, Brasilia Durata: ? - Spettatori: ? | Praia Clube  | 3 - 0 | Club San Martín | 25-12, 25-10, 25-12              |
| 24 ottobre 2021 SESI Taguatinga, Brasilia Durata: ? - Spettatori: ? | Minas        | 3 - 0 | Club San Martín | 25-14, 25-13, 25-12              |
| 24 ottobre 2021 SESI Taguatinga, Brasilia Durata: ? - Spettatori: ? | Brasília     | 3 - 0 | Club Olimpia    | 25-14, 25-8, 25-11               |
| 25 ottobre 2021 SESI Taguatinga, Brasilia Durata: ? - Spettatori: ? | Brasília     | 3 - 0 | Club San Martín | 25-8, 25-13, 25-13               |
| 25 ottobre 2021 SESI Taguatinga, Brasilia Durata: ? - Spettatori: ? | Praia Clube  | 3 - 2 | Minas           | 25-17, 21-25, 25-17, 19-25, 15-7 |

### Classifica
| Pos. | Squadra         | Pt | G | V | P | SV | SP | Ratio | PF  | PS  | Ratio |
| ---- | --------------- | -- | - | - | - | -- | -- | ----- | --- | --- | ----- |
| 1.   | Praia Clube     | 11 | 4 | 4 | 0 | 12 | 2  | 6,000 | 339 | 223 | 1,520 |
| 2.   | Minas           | 10 | 4 | 3 | 1 | 11 | 4  | 2,750 | 248 | 166 | 1,493 |
| 3.   | Brasília        | 6  | 4 | 2 | 2 | 7  | 6  | 1,166 | 301 | 249 | 1,208 |
| 4.   | Club Olimpia    | 3  | 4 | 1 | 3 | 3  | 10 | 0,300 | 179 | 319 | 0,561 |
| 5.   | Club San Martín | 0  | 4 | 0 | 4 | 1  | 12 | 0,083 | 196 | 329 | 0,595 |

## Classifica finale
| Pos | Squadre         | Qualificazione                    |
| --- | --------------- | --------------------------------- |
|     | Praia Clube     | Campionato mondiale per club 2021 |
|     | Minas           | Campionato mondiale per club 2021 |
|     | Brasília        |                                   |
| 4   | Club Olimpia    |                                   |
| 5   | Club San Martín |                                   |

## Premi individuali
| Premio                 | Nome               | Squadra     |
| ---------------------- | ------------------ | ----------- |
| MVP                    | Cláudia da Silva   | Praia Clube |
| Miglior palleggiatrice | Ana Cristina Porto | Brasília    |
| Miglior opposto        | Brayelin Martínez  | Praia Clube |
| Miglior schiacciatrice | Anne Buijs         | Praia Clube |
| Miglior schiacciatrice | Kasiely Clemente   | Praia Clube |
| Miglior centrale       | Caroline Gattaz    | Minas       |
| Miglior centrale       | Thaísa de Menezes  | Minas       |
| Miglior libero         | Léia da Silva      | Minas       |